# 秋田県道266号耳取後三年停車場線
秋田県道266号耳取後三年停車場線（あきたけんどう266ごう みみとりごさんねんていしゃじょうせん）は、秋田県横手市から仙北郡美郷町に至る一般県道である。

## 概要
横手市大雄（耳取集落）の県道117号交点から北東へ分岐し、秋田自動車道を立体交差のあと横手川を渡って美郷町に入る。県道263号交点から東方向へ進路を変えて、終点のJR東日本 奥羽本線 後三年駅に至る。

### 路線データ
- 総延長 : 5.380 km（県道71号交差点重複24 m含む）[2]
- 実延長 : 5.356 km[2]
- 起点 : 秋田県横手市大雄字大森道北90番11（秋田県道117号野崎十文字線交点）[3]北緯39度20分44.9秒 東経140度29分10.4秒
- 終点 : 秋田県仙北郡美郷町金沢西根字上四ツ谷207番[4]（後三年駅・秋田県道267号金沢吉田柳田線交点）[3]北緯39度21分52.68秒 東経140度32分15.51秒
- 未供用区間 : なし[2]

## 歴史
- 1921年（大正10年）12月12日 - 国鉄の駅として後三年駅が仙北郡飯詰村に開業。
- 1967年（昭和42年）3月11日 - 秋田県道に認定される[3]。

## 路線状況

### 重複区間
- 秋田県道267号金沢吉田柳田線（仙北郡美郷町金沢西根字上四ツ谷・地内）終点までの130m[2]

### 冬期閉鎖区間
- なし[5]

### 交通不能区間
- なし[6]

### 道路施設
- 旭川橋（横手川）

## 地理

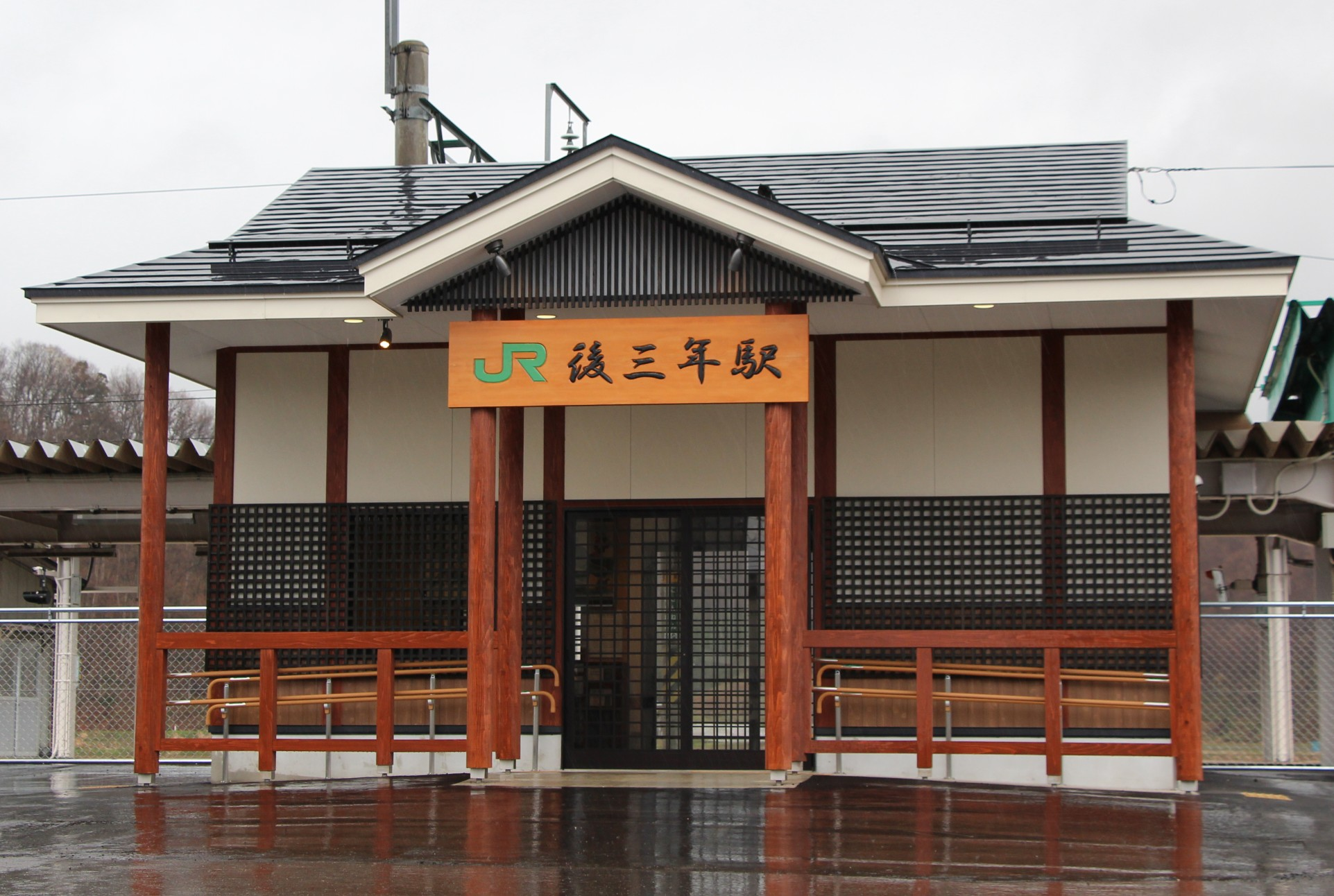
終点・後三年駅

### 通過する自治体
- 横手市 - 仙北郡美郷町

### 交差する道路
| 施設名     | 接続路線名                  | 備考          | 所在地                               |
| ---------- | --------------------------- | ------------- | ------------------------------------ |
|            | 秋田県道117号野崎十文字線   | 起点          | 横手市大雄字大森道北                 |
| 寺村交差点 | 秋田県道71号大曲横手線      |               | 横手市黒川字寺村                     |
|            | 秋田県道263号熊堂六郷線     | 県道263号起点 | 仙北郡美郷町金沢西根                 |
| - 後三年駅 | 秋田県道267号金沢吉田柳田線 | 重複区間 終点 | 仙北郡美郷町金沢西根字上四ツ谷・地内 |

### 沿線の施設
鉄道
- JR東日本 奥羽本線 後三年駅